# Doroșivka, Voznesensk
Doroșivka (în ucraineană Дорошівка, în română Vizireni) este o comună în raionul Voznesensk, regiunea Mîkolaiiv, Ucraina, formată numai din satul de reședință.

## Demografie
Componența lingvistică a comunei Doroșivka
     Ucraineană (93,52%)
     Rusă (4,32%)
     Română (1,54%)
     Alte limbi (0,24%)
Conform recensământului din 2001, majoritatea populației comunei Doroșivka era vorbitoare de ucraineană (93,52%), existând în minoritate și vorbitori de rusă (4,32%) și română (1,54%).